# Tournoi International de Tennis de Bordeaux
Il Tournoi International de Tennis de Bordeaux, noto come BNP Paribas Primrose per ragioni di sponsorizzazione, è un torneo professionistico maschile di tennis che fa parte dell'ATP Challenger Tour. Si gioca annualmente dal 2008 sui campi in terra rossa del Villa Primrose a Bordeaux, in  Francia.

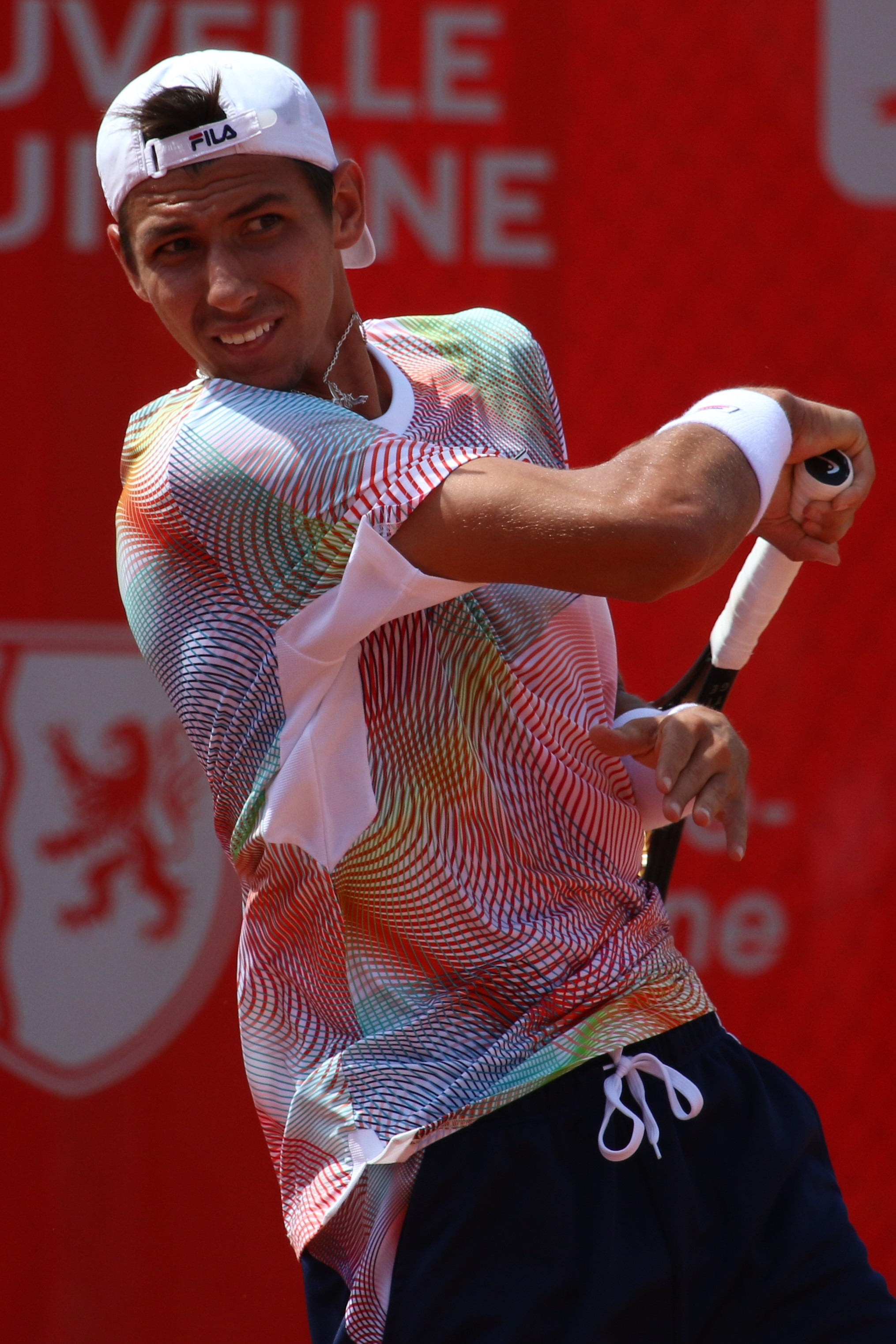
Alexei Popyrin in azione a Bordeaux durante il torneo che ha vinto nel 2022

## Albo d'oro

### Singolare
| Anno       | Campione                              | Finalista                             | Punteggio                             |
| ---------- | ------------------------------------- | ------------------------------------- | ------------------------------------- |
| 2025       | Giovanni Mpetshi Perricard            | Nik'oloz Basilashvili                 | 6–3, 6(5)–7, 7–5                      |
| 2024       | Arthur Fils                           | Pedro Martínez                        | 6–2, 6–3                              |
| 2023       | Ugo Humbert                           | Tomás Martín Etcheverry               | 7–6(3), 6–4                           |
| 2022       | Alexei Popyrin                        | Quentin Halys                         | 2–6, 7–6(5), 7–6(4)                   |
| 2021- 2020 | Annullato per la pandemia di COVID-19 | Annullato per la pandemia di COVID-19 | Annullato per la pandemia di COVID-19 |
| 2019       | Lucas Pouille                         | Mikael Ymer                           | 6–3, 6–3                              |
| 2018       | Reilly Opelka                         | Grégoire Barrère                      | 6(5)–7, 6–4, 7–5                      |
| 2017       | Steve Darcis                          | Rogério Dutra da Silva                | 7–6(2), 4–6, 7–5                      |
| 2016       | Rogério Dutra da Silva                | Bjorn Fratangelo                      | 6–3, 6–1                              |
| 2015       | Thanasi Kokkinakis                    | Thiemo de Bakker                      | 6–4, 1–6, 7–6(5)                      |
| 2014       | Julien Benneteau                      | Steve Johnson                         | 6–3, 6–2                              |
| 2013       | Gaël Monfils                          | Michaël Llodra                        | 7–5, 7–6(5)                           |
| 2012       | Martin Kližan                         | Tejmuraz Gabašvili                    | 7–5, 6–3                              |
| 2011       | Marc Gicquel (2)                      | Horacio Zeballos                      | 6–2, 6–4                              |
| 2010       | Richard Gasquet                       | Michaël Llodra                        | 4–6, 6–1, 6–4                         |
| 2009       | Marc Gicquel (1)                      | Mathieu Montcourt                     | 3–6, 6–1, 6–4                         |
| 2008       | Eduardo Schwank                       | Igor' Kunicyn                         | 6–2, 6–2                              |

### Doppio
| Anno       | Campioni                              | Finalisti                             | Punteggio                             |
| ---------- | ------------------------------------- | ------------------------------------- | ------------------------------------- |
| 2025       | Francisco Cabral Lucas Miedler        | Yuki Bhambri Robert Galloway          | 7–6(1), 7–6(2)                        |
| 2024       | Julian Cash Robert Galloway           | Quentin Halys Nicolas Mahut           | 6–3, 7–6(2)                           |
| 2023       | Lloyd Glasspool Harri Heliövaara      | Sadio Doumbia Fabien Reboul           | 6–4, 6–2                              |
| 2022       | Rafael Matos David Vega Hernández     | Hugo Nys Jan Zieliński                | 6–4, 6–0                              |
| 2021- 2020 | Annullato per la pandemia di COVID-19 | Annullato per la pandemia di COVID-19 | Annullato per la pandemia di COVID-19 |
| 2019       | Grégoire Barrère Quentin Halys        | Romain Arneodo Hugo Nys               | 6–4, 6–1                              |
| 2018       | Bradley Klahn Peter Polansky          | Guillermo Durán Máximo González       | 6–3, 3–6, [10–7]                      |
| 2017       | Purav Raja Divij Sharan               | Santiago González Artem Sitak         | 6–4, 6–4                              |
| 2016       | Johan Brunström Andreas Siljeström    | Guillermo Durán Máximo González       | 6–1, 3–6, [10–4]                      |
| 2015       | Thiemo de Bakker Robin Haase          | Serhij Stachovs'kyj Lucas Pouille     | 6–3, 7–5                              |
| 2014       | Marc Gicquel Serhij Stachovs'kyj      | Ryan Harrison Alex Kuznetsov          | walkover                              |
| 2013       | Christopher Kas Oliver Marach         | Nicholas Monroe Simon Stadler         | 2–6, 6–4, [10–1]                      |
| 2012       | Martin Kližan Igor Zelenay            | Olivier Charroin Jonathan Marray      | 7–6(5), 4–6, [10–4]                   |
| 2011       | Jamie Delgado Jonathan Marray         | Julien Benneteau Nicolas Mahut        | 7–5, 6–3                              |
| 2010       | Nicolas Mahut Édouard Roger-Vasselin  | Karol Beck Leoš Friedl                | 5–7, 6–3, [10–7]                      |
| 2009       | Pablo Cuevas Horacio Zeballos         | Xavier Pujo Stéphane Robert           | 4–6, 6–4, [10–4]                      |
| 2008       | Diego Hartfield Sergio Roitman        | Tomasz Bednarek Dušan Vemić           | 6–4, 6–4                              |